# کریس آدیسون
کریس آدیسون (انگلیسی: Chris Addison؛ زادهٔ  ۵ نوامبر ۱۹۷۱ ) هنرپیشه، کمدین، کارگردان فیلم، و کارگردان تلویزیونی اهل بریتانیا است.
از فیلم‌ها یا برنامه‌های تلویزیونی که وی در آن نقش داشته‌است می‌توان به در چرخه و نگاه عشق اشاره کرد.